# 大庄乡 (曲靖市)
大庄乡，是中华人民共和国云南省曲靖市马龙区下辖的一个乡镇级行政单位。

## 行政区划
大庄乡下辖以下地区：
大庄社区、窝郎村、乱头村、新发村、石河村和民村。